# Sakura (Chiba)
Sakura (jap. 佐倉市 Sakura-shi) – miasto w środkowej części Japonii (prefektura Chiba), na głównej wyspie Honsiu (Honshū). Ma powierzchnię 103,69 km². W 2020 r. mieszkało w nim 168 858 osób, w 70 244 gospodarstwach domowych  (w 2010 r. 172 167 osób, w 65 082 gospodarstwach domowych).